# Julio Cerón Ayuso
Julio Cerón Ayuso (1928-5 d'abril de 2014) fou un filòsof i diplomàtic espanyol.

## Biografia
Després de viatjar a la República Popular de la Xina i l'URSS el 1953-1956, contactà amb exiliats del franquisme i activistes interiors de la Hermandad Obrera de Acción Católica, i el 1958 va fundar el Frente de Liberación Popular (FLP, també conegut com a la Fiesta, el Felipe o FELIPE), grup d'agitació antifranquista que tenia la pretensió d'arribar a una entesa entre marxistes i catòlics; alhora, ocupava la secretaria de l'ambaixada espanyola a l'OIT.
El 10 de juny de 1959 fou detingut per participar en la jornada de vaga pacífica convocada pel PCE. Fou condemnat a 8 anys de presó, malgrat l'enèrgica defensa que va fer José María Gil-Robles y Quiñones, qui insistí en el seu catolicisme i anticomunisme. El 8 d'octubre de 1962 fou indultat per les autoritats franquistes i desterrat a Alhama de Múrcia, des d'on col·laborà a Cuadernos de Ruedo ibérico. A principis dels setanta fou rehabilitat com a funcionari i traslladat a l'ambaixada espanyola a França, on treballà per a la UNESCO i resideix des de llavors a un castell medieval de Caussade, a la localitat de Perigús (regió del Perigord), on va morir en 2014. El 1994 cessà del seu càrrec. És germà del també diplomàtic i polític espanyol José Luis Cerón Ayuso.